# Рамиро I од Арагона
Рамиро I од Арагона (араг. Remiro, шп. Ramiro, лат. Ranimirus; Ајбар, 1008 — Граус, 8. мај 1063) је био први краљ Арагона (1035—1063) из династије Хименез. Поседањем грофовија Собрарбе и Рибагорза током његове владавине је формирано језгро краљевине Арагон.

## Биографија
Рамиро је био син Санча III, краља Памплоне и грофа Арагона, и његове љубавнице Санче од Ајбара. Био је Санчов најстарији син; старији од деце коју је краљ добио у браку са Мунијадоном од Кастиље, која га је наводно усвојила. Током очеве владавине Рамиро је добио бројне поседе у Арагону и појавио се као сведок у неколико краљевских повеља. После Санчове смрти 1035. године његова велика држава, по претходно постигнутом договору, подељена је међу његовим синовима. Рамиро је при тој подели добио Арагон, номинално као вазал најстаријег Санчовог легитимног сина, Гарсије Санчеза III, краља Памплоне. Област коју је је добио у то време је представљала једну од привредно најзаосталијих делова Шпаније.
Дошавши на власт Рамиро је повео агресивну политику како против муслиманских држава на југу, тако на рачун своје полубраће. У савезу са емиром Туделе и таифом Сарагосом, покушао је да стави Памплону под своју власт. Најкасније 1043. године он је упао дубоко на територију свог сизерена, али је поражен у бици код Тафаље и потиснут. После овога није било већих борби између Рамира и Гарсије и њихов сукоб је временом изглађен. Користећи смрт најмлађег полубрата Гонзала, 1045. године, Рамиро је завладао грофовијама Собрарбе и Рибагорза. Запоседање ових области скренуло је пажњу арагонског владара на истични део својих поседа. Рат са Памплоном је имао за циљ да створи услове за ширење ка југу и западу. Сам Арагон био је ограничен на горњи део истоимене реке и њених притока, а био је одсечен границом Памплоне од свог природног пута према Уески. Поседање Рибагорзе је понудило друге могућности и Рамиро је био први у низу арагонских владара који су се посветили ратовању против Мавара са циљем да прошире своју власт на тој страни.
Рамирао се истакао као савестан владар. Издао је повељу града Хака, која је постала узор за многе сличне документе средњовековне Шпаније. Међутим, његов статус је нејасан. Док су га вазали, синови и црква називали краљем, он ту титулу није користио. Себе је називао „Рамиро, син краља Санча,” и једноставно „управник” Арагона. У сваком случају, грофовија Арагон је његовим доласком на власт уздигнута у ранг краљевине.
Почетком 1063. године, ратујући са таифом Сарагосом, Рамиро је нападао град Граус. Како је Сарагоса била трибутарна држава Кастиље, којом је владао Рамиров полубрат Фернандо, наступио је нови братоубилачки сукоб. Дана 8. маја, Рамиро је код Грауса погинуо у борби са удруженом хришћанско-муслиманском војском предвођеном Ел Сидом, Фернандовим сином Санчом и Ахмед ел Муктадиром, владаром Сарагосе. Арагонски краљ је сахрањен у краљевском манастиру Сан Хуан де ла Пења, југозападно од Хаке. На власти га је наследио син Санчо.
Битка код Грауса оставила је утисак далеко изван Шпаније. Монаси из Клинија обавештавали су папство о напретку које је хришћанство остварило у задатку Реконкисте, и сматрало се да пораз и смрт Рамира, који је указао посебну наклоност цркви, захтевају енергичну акцију. Папа Александар II, који је устоличен управо захваљујући клинијевцима, говорио је о питањима Шпаније у западној Европи. Проповедао је и успео да организује верски рат у размерама које су послужиле као узор Првог крсташког рата који је почео тридесетак година касније. Експедиција позната као Барбастроски крсташки рат у којој су узели учешћа Арагон, Каталонци, француски племићи предвођени аквитанским војводом, па и сам краљ Фернандо, упркос свом привременом успеху, показала је за шта све хришћани удруженим снагама могу бити способни.

## Бракови и породица
Дана 22. августа 1036. године, Рамиро се оженио Гисбергом од Бигора, која је по удаји променила име у Ермесинда. Деца из овог брака била су:
- Тереза (1037 — ?), удата за Вилијама Бертрана, грофа Провансе;
- Санчо (1042 — 4. јун 1094), који га је наследио на престолу Арагона, а 1076. године успео да завлада и Памплоном;
- Гарсија (1043 — 17. јул 1086), бискуп Хаке и Памплоне;
- Санча (1045 — 16. август 1097), удата 1064. за Ерменгела III, грофа Урхела;
- Урака (1045 — 1077), монахиња у Санта Круз де ла Серосу.

Након Ермесиндине смрти, 1049. године, краљ је оженио Агнес, вероватно кћерку аквитанског војводе. Са њом није имао деце. Имао је и љубавницу, Амуњу, са којом је добио сина Санча (пре 1043 — 1105/новембар 1110). Агнес је усвојила Санча, а краљ му је још за живота доделио грофовију Рибагорзу.

## Породично стабло
|  |                                         |  |  |  |  |  |  |  |  |  |  |  |  |  |  |  |
|  | 16. Гарсија Санчез I, краљ Памплоне     |  |  |  |  |  |  |  |  |  |  |  |  |  |  |  |
|  |                                         |  |  |  |  |  |  |  |  |  |  |  |  |  |  |  |
|  |                                         |  |  |  |  |  |  |  |  |  |  |  |  |  |  |  |
|  | 8. Санчо Гарсес II, краљ Памплоне       |  |  |  |  |  |  |  |  |  |  |  |  |  |  |  |
|  |                                         |  |  |  |  |  |  |  |  |  |  |  |  |  |  |  |
|  |                                         |  |  |  |  |  |  |  |  |  |  |  |  |  |  |  |
|  | 17. Андрегота Галиндез, грофица Арагона |  |  |  |  |  |  |  |  |  |  |  |  |  |  |  |
|  |                                         |  |  |  |  |  |  |  |  |  |  |  |  |  |  |  |
|  |                                         |  |  |  |  |  |  |  |  |  |  |  |  |  |  |  |
|  | 4. Гарсија Санчез II, краљ Памплоне     |  |  |  |  |  |  |  |  |  |  |  |  |  |  |  |
|  |                                         |  |  |  |  |  |  |  |  |  |  |  |  |  |  |  |
|  |                                         |  |  |  |  |  |  |  |  |  |  |  |  |  |  |  |
|  | 18. Фернан Гонзалез, гроф Кастиље       |  |  |  |  |  |  |  |  |  |  |  |  |  |  |  |
|  |                                         |  |  |  |  |  |  |  |  |  |  |  |  |  |  |  |
|  |                                         |  |  |  |  |  |  |  |  |  |  |  |  |  |  |  |
|  | 9. Урака Фернандез                      |  |  |  |  |  |  |  |  |  |  |  |  |  |  |  |
|  |                                         |  |  |  |  |  |  |  |  |  |  |  |  |  |  |  |
|  |                                         |  |  |  |  |  |  |  |  |  |  |  |  |  |  |  |
|  | 19. Санча Санчез од Памплоне            |  |  |  |  |  |  |  |  |  |  |  |  |  |  |  |
|  |                                         |  |  |  |  |  |  |  |  |  |  |  |  |  |  |  |
|  |                                         |  |  |  |  |  |  |  |  |  |  |  |  |  |  |  |
|  | 2. Санчо III од Наваре                  |  |  |  |  |  |  |  |  |  |  |  |  |  |  |  |
|  |                                         |  |  |  |  |  |  |  |  |  |  |  |  |  |  |  |
|  |                                         |  |  |  |  |  |  |  |  |  |  |  |  |  |  |  |
|  | 20. Бермудо Нуњез, гроф Сее             |  |  |  |  |  |  |  |  |  |  |  |  |  |  |  |
|  |                                         |  |  |  |  |  |  |  |  |  |  |  |  |  |  |  |
|  |                                         |  |  |  |  |  |  |  |  |  |  |  |  |  |  |  |
|  | 10. Фернандо Бермудес, гроф Сее         |  |  |  |  |  |  |  |  |  |  |  |  |  |  |  |
|  |                                         |  |  |  |  |  |  |  |  |  |  |  |  |  |  |  |
|  |                                         |  |  |  |  |  |  |  |  |  |  |  |  |  |  |  |
|  | 21. Аргило                              |  |  |  |  |  |  |  |  |  |  |  |  |  |  |  |
|  |                                         |  |  |  |  |  |  |  |  |  |  |  |  |  |  |  |
|  |                                         |  |  |  |  |  |  |  |  |  |  |  |  |  |  |  |
|  | 5. Химена Фернандез                     |  |  |  |  |  |  |  |  |  |  |  |  |  |  |  |
|  |                                         |  |  |  |  |  |  |  |  |  |  |  |  |  |  |  |
|  |                                         |  |  |  |  |  |  |  |  |  |  |  |  |  |  |  |
|  | 22. Дијего Муњоз, гроф Салдање          |  |  |  |  |  |  |  |  |  |  |  |  |  |  |  |
|  |                                         |  |  |  |  |  |  |  |  |  |  |  |  |  |  |  |
|  |                                         |  |  |  |  |  |  |  |  |  |  |  |  |  |  |  |
|  | 11. Елвира Дијаз                        |  |  |  |  |  |  |  |  |  |  |  |  |  |  |  |
|  |                                         |  |  |  |  |  |  |  |  |  |  |  |  |  |  |  |
|  |                                         |  |  |  |  |  |  |  |  |  |  |  |  |  |  |  |
|  | 23. Тегридија                           |  |  |  |  |  |  |  |  |  |  |  |  |  |  |  |
|  |                                         |  |  |  |  |  |  |  |  |  |  |  |  |  |  |  |
|  |                                         |  |  |  |  |  |  |  |  |  |  |  |  |  |  |  |
|  | 1. Рамиро I од Арагона                  |  |  |  |  |  |  |  |  |  |  |  |  |  |  |  |
|  |                                         |  |  |  |  |  |  |  |  |  |  |  |  |  |  |  |
|  |                                         |  |  |  |  |  |  |  |  |  |  |  |  |  |  |  |
|  | 3. Санча од Ајбара                      |  |  |  |  |  |  |  |  |  |  |  |  |  |  |  |
|  |                                         |  |  |  |  |  |  |  |  |  |  |  |  |  |  |  |
|  |                                         |  |  |  |  |  |  |  |  |  |  |  |  |  |  |  |